# ノルウェー放送協会
ノルウェー国立放送株式会社（ノルウェーこくりつほうそう、Norsk rikskringkasting AS, NRK）は、ノルウェーの公共テレビ・ラジオ局である。ノルウェーの首都オスロに本部があり、欧州放送連合の創立メンバーでもある。
NRKは1924年に設立し、1925年に現在のNRKラジオの前身であるKringkastningselskapetとして開局。一時はナチス・ドイツの占領で北欧向けのラジオ局としても使われた。テレビは1954年にNRK1、1995年にはNRK2が開局し、2007年秋にはNRK3が開局した。

## 財政
年間収入の94%がテレビまたはテレビ視聴可能な機器を所有する市民に課された義務的受信料により負担されている。残りを番組やDVD販売、商品販売やスポンサーシップなどの商業収入により賄われている。NRKの受信料収入は2012年に50億クローナ以上であった。ノルウェーにおけるテレビ所有率の低下を受けて、2015年秋に政府はNRKの収入のあり方を変更する計画があると発表。ある種の「メディア税」のようなものとされているが詳細は未定。

## 主要チャンネル

### テレビ
- NRK1
- NRK2
- NRK3
- NRK Super

### ラジオ
- NRK P1
- NRK P2
- NRK P3
- NRK mP3
- NRK Alltid Klassisk
- NRK Alltid Nyheter
- NRK Alltid folkemusikk
- NRK Stortinget
- NRK Sport
- NRK Super
- NRK Gull
- NRK Sámi Radio
- NRK P1 Oslofjord
- NRK 5.1